# Coppa mestruale

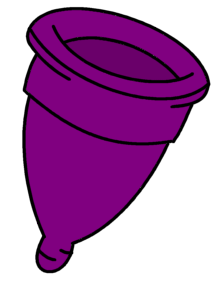
Una "coppa mestruale", lunga circa 5 cm escluso l'estrattore

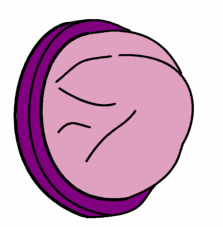
Una coppa mestruale usa e getta che sembra simile al diaframma contraccettivo, di diametro 7,5 cm circa

Una coppa mestruale è un dispositivo che viene indossato all'interno della vagina durante le mestruazioni per raccogliere il fluido mestruale. A differenza di metodi più noti, come il tampone o l'assorbente igienico, la coppa non assorbe il flusso mestruale ma si limita a raccoglierlo.

## Tipologie
Vi sono due tipi di coppa mestruale correntemente disponibili in vendita anche in Italia.
- Il più comune è una coppa sagomata a forma di campana, fatta di silicone medicale che ha sostituito le versioni in latex non tollerato da tutte. È riutilizzabile e può durare fino a 10 anni se ben conservata.

- Il secondo tipo assomiglia al diaframma contraccettivo (anche se assolutamente non è un dispositivo anticoncezionale) ed è indicato come mono-uso e usa-e-getta.

Le coppette in generale si trovano in farmacia, nei negozi di biologico e in alcune erboristerie. Dal 2016 hanno fatto la loro comparsa anche nei supermercati italiani.

## Posizionamento

Una coppa mestruale posizionata

La coppa mestruale viene inserita in vagina e può essere utilizzata in qualsiasi momento del ciclo mestruale. Le utilizzatrici della coppetta possono di solito scegliere tra due dimensioni, le quali si adeguano alla conformazione della loro vagina. La coppa usa-e-getta viene preparata appiattendo il bordo contro se stesso, le coppe riutilizzabili sono più flessibili, ed esistono vari modi per inserirle in modo ripiegato (per esempio con la "piega punch-down", la "piega a sette" o molte altre). L'utilizzatrice  può applicare del lubrificante per facilitare l'inserimento, anche se la lubrificazione fornita dal fluido mestruale nella vagina di solito è sufficiente. La coppa usa e getta viene inserita a metà del tratto vaginale e spinta in posizione vicino alla cervice uterina e dietro l'osso pubico, dove la particolare conformazione interna del corpo femminile la tiene in posizione. La coppa a forma di campana viene inserita fino a che il corpo della coppa e il tronco-da-presa sono completamente all'interno della vagina, tenuta dal punto più basso del tronchetto e in seguito girati; questo fa aprire la coppa, sigillandone il bordo alle pareti interne della vagina. La coppa riusabile tende a posizionarsi correttamente da sola, e non necessita di essere collocata (a differenza del diaframma) a contatto con la cervice uterina e non ha bisogno di essere incastrata in un angolo specifico, dal momento che la sua parte superiore è completamente aperta e simmetrica.
Per toglierla è sufficiente spingere verso il basso con la muscolatura pelvica, togliere il vuoto d'aria creatosi infilando un dito accanto alla coppetta ed estrarre tirando dalla linguetta.